# Rideg Gábor
Rideg Gábor (Budapest, 1940. szeptember 25. – Budapest, 2001. március 15.) magyar művészettörténész, író, kritikus.

## Életpályája
1958–1963 között az Eötvös Loránd Tudományegyetem magyar-művészettörténet majd esztétika szakán tanult. Közben 1958–1960 között a Színház- és Filmművészeti Főiskola hallgatója is volt. 1963-tól a Szolnok megyei Néplap munkatársa volt. 1968–1970 között a Magyar Hírlap, 1970–1972 között pedig a Népszava kritikusaként dolgozott. 1972–1990 között a Művészet című folyóirat főszerkesztője volt. 1990-ben nyugdíjba vonult. 1999–2000 között a Magyar Művészeti Fórum főmunkatársaként dolgozott.
Több művész – Kiss Tibor, Szekeres Emil, Szentgyörgyi Kornél, Kiss György, Szakács Imre, Konfár Gyula, Szentgyörgyi József – kiállítási katalógusát szerkesztette.
Sírja a Fiumei úti sírkertben található (42/1-A-8).

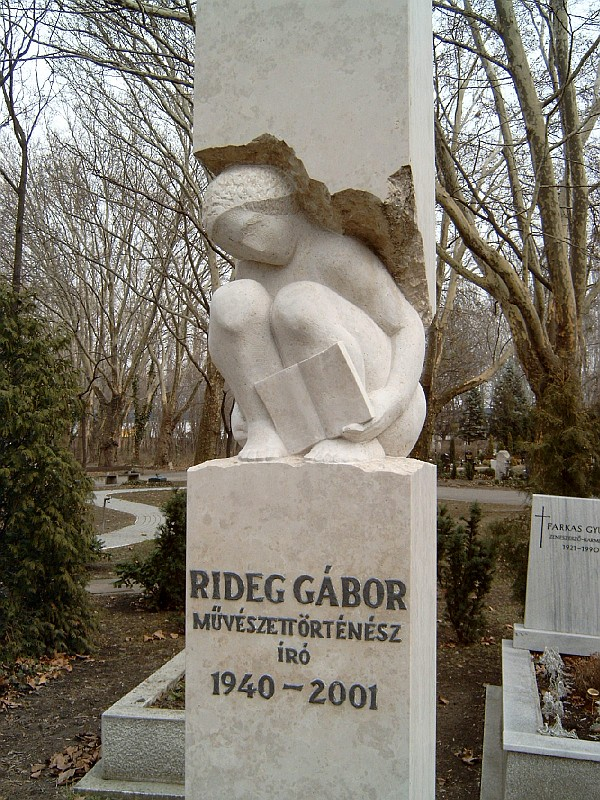
Rideg Gábor sírja Budapesten. Kerepesi temető: 42/1-A-8

## Művei
- Simon Ferenc (Margraf Ellennel, Budapest, 1991)
- Eszt/etika. Művészetelméleti tanulmányok, esszék (Budapest, 1999)